# Lasioglossum seminitens
Lasioglossum seminitens är en biart som först beskrevs av Cockerell 1929.  Lasioglossum seminitens ingår i släktet smalbin, och familjen vägbin. Inga underarter finns listade.